# Gorazd (ime)
Gorazd je moško osebno ime.

## Izvor imena
Gorazd je slovansko ime, ki ga razlagajo z (rusko?)cerkvenoslovansko besedo gorazd v pomenu »izkušen, spreten«. Gorazd je bil prvi krščeni karantanski knez.

## Različice imena
Gorast, Goražd

## Pogostost imena
Po podatkih Statističnega urada Republike Slovenije je bilo 31. decembra 2007 v Sloveniji 2.415 Gorazdov. Med vsemi moškimi imeni pa je ime Gorazd po pogostosti uporabe uvrščeno na 95. mesto.

## Osebni praznik
V koledarju je ime Gorazd zapisano 27. julij (Gorazd, mučenik, nadškof v Bolgariji).